# Мендес (Єгипет)
Мендес — давньоєгипетське місто, нині відоме як Тель-ель-Руба.
Місто було столицею 16-го нижньоєгипетського ному, а також столицею правителів XXIX династії.
Стародавнє місто було культовим центром бога-барана Ба-неб-джедета, ім'я якого перекладається як «Баран або Душа - володар Джедета». Місто також слугувало домівкою для фараонів XXIX династії, які, ймовірно, побудували тут свою царську резиденцію.

### Релігія
Мендес був важливим релігійним центром. Початковим божеством міста була богиня Гат-мегіт, мати Гора, яка разом із ним входила до Тріади Мендеса. Пізніше головною культовою фігурою став Ба-неб-джедет, баран, якого асоціювали з такими богами, як Ра, Геб, Шу та Осіріс.
Грецький історик Геродот, який відвідав Єгипет близько 450 року до н.е., згадував про жертвоприношення кіз у Мендесі. Однак він, можливо, помилково прийняв священного барана за цапа, що свідчить про складнощі іноземців у розумінні місцевих культів.

### Історія та археологія
Столиця ному Пер-Банебджедет згадується ще в текстах часів IV династії. Найстаріші археологічні знахідки, що належать до пізнього Старого царства, включають залишки поселення, храмового комплексу та некрополя. Серед некрополів особливу увагу привертають мастаби.
Головний храм міста, орієнтований із півночі на південь, займав площу 70×120 метрів. На задньому відкритому дворі храму були розташовані чотири наоса, присвячені богам Ра, Гебу, Шу та Осірісу, із якими пов'язували барана Ба-неб-джедета. Один з яких із червоного граніту, висотою майже 8 метрів, ще досі стоїть на своєму місці.

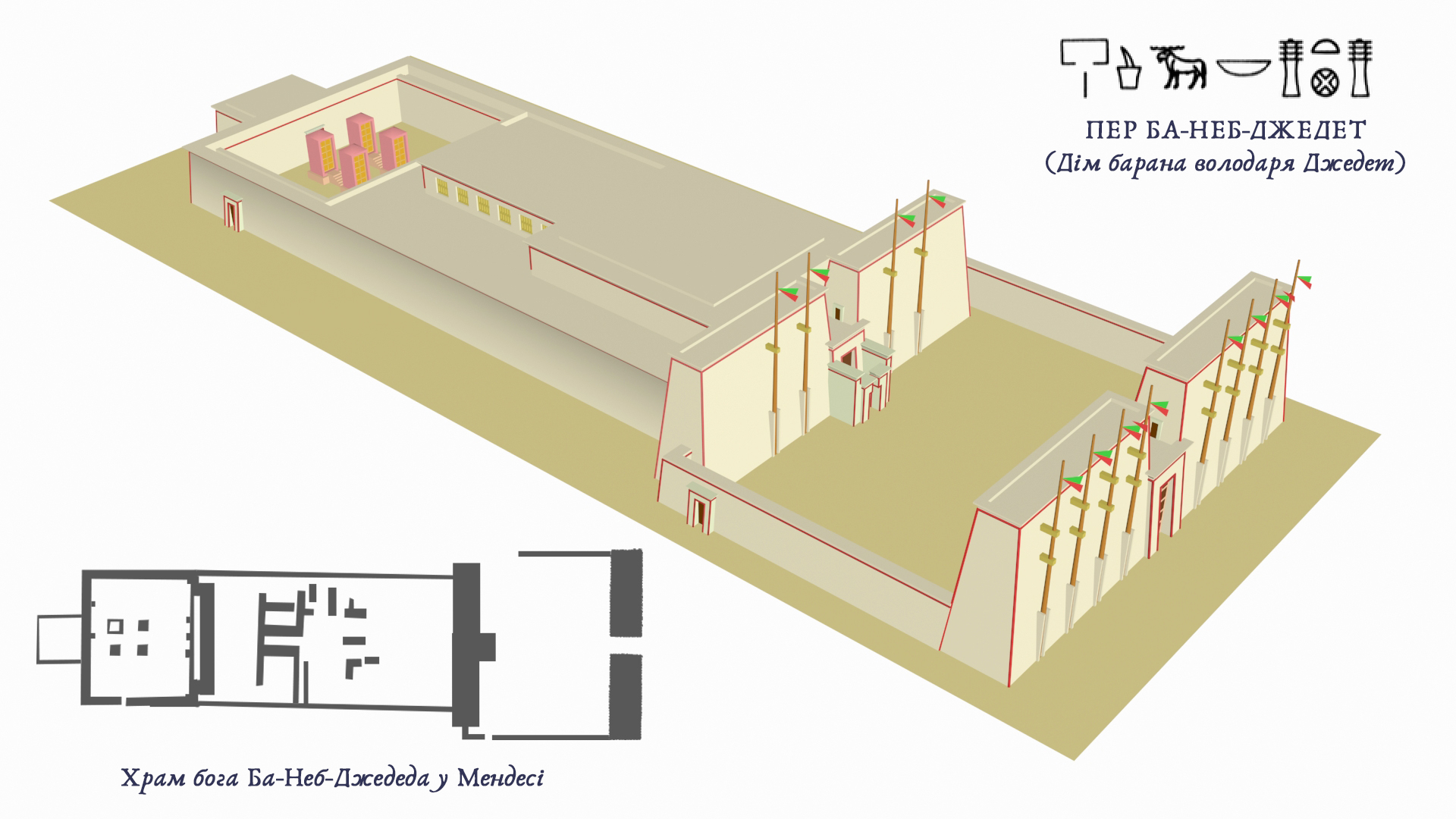
Художня 3D реконструкція храму Банебджедета у м. Мендес (фінальний етап)

Пізніше храм було відновлено за правління Птолемея II Філадельфа, який додав папірусоподібні колони з червоного граніту. На території храму знаходилося священне озеро, розташоване на південний схід за межами головної огорожі, а також портовий комплекс, який свідчить про торговельну функцію міста.

### Гробниця Нефрита I
У південно-східному куті храмової території розташовані залишки царської гробниці фараона Нефрита I, правителя XXIX династії. 
Гробниця була зруйнована під час вторгнення персів.